# Fair Play For Planet
À l'initiative de l'ancien international de rugby Julien Pierre, Fair Play For Planet a développé le 1er label éco-responsable pour les clubs, les sites et les événements sportifs, en collaboration d'un comité d'experts composé de spécialistes du développement durable, de la protection de l'environnement et d'athlètes issus de disciplines variées. Il a été co-construit avec l'ADEME, Agence de la Transition Écologique. 
Il vise à promouvoir et à encourager les pratiques durables dans le domaine du sport, en aidant chaque structure sportive engagée dans une démarche de progrès à ses côtés à réduire son impact environnemental et à renforcer son rôle sociétal. 
Fondé sur les principes du fair-play et de la responsabilité environnementale, ce label reconnaît et récompense les initiatives des organisations sportives et des sportifs qui s'engagent activement dans la protection de l'environnement et la promotion du développement durable afin de faire de la pratique sportive un levier de transition écologique. 
Le label est attribué en fonction du degré de performance environnementale et sociale de l'entité sportives. 

## Histoire
Le label est créé en 2020 par l'ancien joueur de rugby international français Julien Pierre après la fin de carrière. Rapidement, Fair Play For Planet se tourne vers l'ancien club de Julien Pierre, la Section Paloise afin de devenir le porte drapeau de l'engagement durable dans le sport.
Le club a en effet adopté des mesures respectueuses de l'environnement. La Section Paloise a ainsi mis en place des initiatives telles que la gestion des déchets, l'utilisation responsable de l'énergie, la promotion de la mobilité durable pour les déplacements liés aux activités du club, et la sensibilisation du public aux enjeux environnementaux.
En adoptant ces pratiques durables, le club a obtenu le label Fair Play For Planet en reconnaissance de ses efforts pour préserver l'environnement. D'autres clubs sont désormais récompensés par le label, à l'image de l'Olympique lyonnais ou du Brest Bretagne Handball.

### Objectifs
Le label Fair Play For Planet a pour objectif principal de sensibiliser les acteurs du monde du sport à l'importance de l'environnement et de les inciter à adopter des pratiques durables,. Il encourage les organisations sportives à mettre en place des initiatives concrètes pour réduire leur impact environnemental, favoriser la biodiversité, promouvoir l'utilisation responsable des ressources naturelles et sensibiliser le public à ces enjeux.

#### Critères d'attribution
Pour obtenir le label Fair Play For Planet, les organisations sportives candidates au label FPFP sont auditées par des experts en application du référentiel FPFP comportant 18 thèmes et plus de 350 critères, méthodologie autour d’indicateurs quantifiables et mesurables. Ces critères couvrent différents domaines, tels que :
1. Gestion des déchets: les organisations doivent mettre en place des systèmes de tri et de recyclage efficaces, ainsi que des mesures pour réduire la production de déchets.
2. Énergie et eau: les organisations doivent s'engager à réduire leur consommation d'énergie et d'eau, à promouvoir les énergies renouvelables et à adopter des pratiques économes en ressources.
3. Mobilité durable: les organisations doivent encourager les moyens de transport durables, tels que le covoiturage, les transports en commun ou les déplacements à vélo, et minimiser l'utilisation des véhicules motorisés.
4. Biodiversité: les organisations doivent préserver et restaurer la biodiversité dans les espaces où se déroulent les événements sportifs, en favorisant la plantation d'espèces indigènes et en évitant l'utilisation de pesticides et d'engrais chimiques.
5. Sensibilisation du public: les organisations doivent développer des programmes de sensibilisation et d'éducation visant à informer le public sur les enjeux environnementaux liés au sport et à encourager des comportements durables.

### Attribution et reconnaissance
Une fois que les organisations sportives remplissent les critères nécessaires, elles peuvent soumettre leur candidature pour l'obtention du label Fair Play For Planet. Un comité d'évaluation indépendant examine les candidatures et effectue des visites sur site pour vérifier la conformité des organisations aux critères établis.
Les organisations qui obtiennent le label Fair Play For Planet bénéficient d'une reconnaissance internationale pour leurs actions en faveur du développement durable. Elles sont autorisées à utiliser le label dans leurs communications et à le faire figurer sur leurs supports de promotion. Cela leur permet de renforcer leur image de marque, d'attirer de nouveaux partenaires et de sensibiliser un public plus large aux enjeux environnementaux.

#### Organisations récompensées

##### Rugby à XV
- Section Paloise
- ASM Clermont Auvergne
- CA Brive
- Rugby Club Plabennec

##### Football
- Olympique Lyonnais[15]
- RC Strasbourg
- Le Havre Athletic Club

##### Handball
- Brest Bretagne Handball
- Ligue nationale de handball[16]

##### Infrastructures
- Hippodrome du Pont-Long (Pau)[17]